# Lista över fornlämningar i Haparanda kommun
Lista över fornlämningar i Haparanda kommun är en förteckning av ett urval av de fornlämningar som finns i Haparanda kommun.

## Karl Gustav
| Namn                                | Lämningstyp                      | Tillkomsttid | Historisk indelning     | Plats | Läge                 | ID-nr          | Bild                                 |
| ----------------------------------- | -------------------------------- | ------------ | ----------------------- | ----- | -------------------- | -------------- | ------------------------------------ |
| Karl Gustav 60:1                    | Röse                             |              | Karl Gustav, Norrbotten |       | 66.017194, 23.449548 | 10017700600001 | Ladda upp en bild av detta fornminne |
| Karl Gustav 60:2                    | Röse                             |              | Karl Gustav, Norrbotten |       | 66.017119, 23.449416 | 10017700600002 | Ladda upp en bild av detta fornminne |
| Karl Gustav 60:3                    | Stensättning                     |              | Karl Gustav, Norrbotten |       | 66.017245, 23.449429 | 10017700600003 | Ladda upp en bild av detta fornminne |
| Karl Gustav 60:4                    | Stensättning                     |              | Karl Gustav, Norrbotten |       | 66.017482, 23.449008 | 10017700600004 | Ladda upp en bild av detta fornminne |
| Karl Gustav 61:1                    | Gravfält                         |              | Karl Gustav, Norrbotten |       | 66.016518, 23.449517 | 10017700610001 | Ladda upp en bild av detta fornminne |
| Karl Gustav 99:1                    | Ristning, medeltid/historisk tid |              | Karl Gustav, Norrbotten |       | 66.149573, 23.927860 | 10017700990001 | Ladda upp en bild av detta fornminne |
| Ritaniemi (Karl Gustav 158:1)       | Ristning, medeltid/historisk tid |              | Karl Gustav, Norrbotten |       | 65.960505, 24.043226 | 10017701580001 | Ladda upp en bild av detta fornminne |
| Karl Gustav 261:1                   | Stensättning                     |              | Karl Gustav, Norrbotten |       | 65.980230, 23.993685 | 10017702610001 | Ladda upp en bild av detta fornminne |
| Karl Gustav 266:1                   | Ristning, medeltid/historisk tid |              | Karl Gustav, Norrbotten |       | 65.963912, 24.038471 | 10017702660001 | Ladda upp en bild av detta fornminne |
| Karl Gustav 271:1                   | Röse                             |              | Karl Gustav, Norrbotten |       | 65.956726, 23.758103 | 10017702710001 | Ladda upp en bild av detta fornminne |
| Karl Gustav 278:1                   | Stensättning                     |              | Karl Gustav, Norrbotten |       | 66.113989, 23.929417 | 10017702780001 | Ladda upp en bild av detta fornminne |
| Prinsristningen (Karl Gustav 281:1) | Minnesmärke                      |              | Karl Gustav, Norrbotten |       | 66.147832, 23.926862 | 10017702810001 | Ladda upp en bild av detta fornminne |

## Nedertorneå
| Namn                                 | Lämningstyp                      | Tillkomsttid | Historisk indelning     | Plats | Läge                 | ID-nr          | Bild                                 |
| ------------------------------------ | -------------------------------- | ------------ | ----------------------- | ----- | -------------------- | -------------- | ------------------------------------ |
| Nedertorneå 3:1                      | Minnesmärke                      |              | Nedertorneå, Norrbotten |       | 65.809523, 23.933031 | 10018600030001 | Ladda upp en bild av detta fornminne |
| Ö:Letto (Nedertorneå 22:1)           | Fiskeläge                        |              | Nedertorneå, Norrbotten |       | 65.590350, 23.952176 | 10018600220001 | Ladda upp en bild av detta fornminne |
| Ö: Välikari (Nedertorneå 27:1)       | Fiskeläge                        |              | Nedertorneå, Norrbotten |       | 65.754568, 24.060918 | 10018600270001 | Ladda upp en bild av detta fornminne |
| Nedertorneå 31:1                     | Fiskeläge                        |              | Nedertorneå, Norrbotten |       | 65.617702, 23.629029 | 10018600310001 | Ladda upp en bild av detta fornminne |
| Nedertorneå 34:1                     | Röse                             |              | Nedertorneå, Norrbotten |       | 65.868102, 23.599524 | 10018600340001 | Ladda upp en bild av detta fornminne |
| Nedertorneå 36:1                     | Stensättning                     |              | Nedertorneå, Norrbotten |       | 65.897059, 23.779943 | 10018600360001 | Ladda upp en bild av detta fornminne |
| Nedertorneå 36:2                     | Stensättning                     |              | Nedertorneå, Norrbotten |       | 65.896941, 23.779598 | 10018600360002 | Ladda upp en bild av detta fornminne |
| Ö: Stora Hepokari (Nedertorneå 40:1) | Fiskeläge                        |              | Nedertorneå, Norrbotten |       | 65.613318, 24.032541 | 10018600400001 | Ladda upp en bild av detta fornminne |
| Nedertorneå 45:1                     | Röse                             |              | Nedertorneå, Norrbotten |       | 65.808304, 23.794677 | 10018600450001 | Ladda upp en bild av detta fornminne |
| Nedertorneå 49:1                     | Stensättning                     |              | Nedertorneå, Norrbotten |       | 65.931514, 23.845044 | 10018600490001 | Ladda upp en bild av detta fornminne |
| Nedertorneå 53:1                     | Stensättning                     |              | Nedertorneå, Norrbotten |       | 65.835105, 23.628311 | 10018600530001 | Ladda upp en bild av detta fornminne |
| Nedertorneå 58:1                     | Stensättning                     |              | Nedertorneå, Norrbotten |       | 65.733903, 23.711425 | 10018600580001 | Ladda upp en bild av detta fornminne |
| Ryssgraven (Nedertorneå 61:1)        | Begravningsplats                 |              | Nedertorneå, Norrbotten |       | 65.924732, 24.099595 | 10018600610001 | Ladda upp en bild av detta fornminne |
| Finnhamn (Nedertorneå 62:1)          | Fiskeläge                        |              | Nedertorneå, Norrbotten |       | 65.564124, 23.762278 | 10018600620001 | Ladda upp en bild av detta fornminne |
| Nedertorneå 64:1                     | Fiskeläge                        |              | Nedertorneå, Norrbotten |       | 65.565548, 23.760109 | 10018600640001 | Ladda upp en bild av detta fornminne |
| Nedertorneå 65:1                     | Fiskeläge                        |              | Nedertorneå, Norrbotten |       | 65.567693, 23.751436 | 10018600650001 | Ladda upp en bild av detta fornminne |
| Nedertorneå 66:1                     | Fiskeläge                        |              | Nedertorneå, Norrbotten |       | 65.690612, 23.966130 | 10018600660001 | Ladda upp en bild av detta fornminne |
| Nedertorneå 67:1                     | Fiskeläge                        |              | Nedertorneå, Norrbotten |       | 65.688563, 23.970529 | 10018600670001 | Ladda upp en bild av detta fornminne |
| Nedertorneå 68:1                     | Fiskeläge                        |              | Nedertorneå, Norrbotten |       | 65.605068, 24.029762 | 10018600680001 | Ladda upp en bild av detta fornminne |
| Nedertorneå 70:2                     | Fiskeläge                        |              | Nedertorneå, Norrbotten |       | 65.616209, 24.121930 | 10018600700002 | Ladda upp en bild av detta fornminne |
| Nedertorneå 71:1                     | Fiskeläge                        |              | Nedertorneå, Norrbotten |       | 65.671568, 24.124131 | 10018600710001 | Ladda upp en bild av detta fornminne |
| Nedertorneå 120:1                    | Fiskeläge                        |              | Nedertorneå, Norrbotten |       | 65.759885, 23.821964 | 10018601200001 | Ladda upp en bild av detta fornminne |
| Nedertorneå 140:1                    | Fiskeläge                        |              | Nedertorneå, Norrbotten |       | 65.733741, 23.834254 | 10018601400001 | Ladda upp en bild av detta fornminne |
| Nedertorneå 157:1                    | Stensättning                     |              | Nedertorneå, Norrbotten |       | 65.842596, 24.025215 | 10018601570001 | Ladda upp en bild av detta fornminne |
| Nedertorneå 180:1                    | Begravningsplats                 |              | Nedertorneå, Norrbotten |       | 65.805572, 23.995330 | 10018601800001 | Ladda upp en bild av detta fornminne |
| Nedertorneå 221:1                    | Röse                             |              | Nedertorneå, Norrbotten |       | 65.886011, 23.772564 | 10018602210001 | Ladda upp en bild av detta fornminne |
| Nedertorneå 221:2                    | Stensättning                     |              | Nedertorneå, Norrbotten |       | 65.886030, 23.772372 | 10018602210002 | Ladda upp en bild av detta fornminne |
| Nedertorneå 221:3                    | Stensättning                     |              | Nedertorneå, Norrbotten |       | 65.885952, 23.772480 | 10018602210003 | Ladda upp en bild av detta fornminne |
| Nedertorneå 221:4                    | Stensättning                     |              | Nedertorneå, Norrbotten |       | 65.886027, 23.772768 | 10018602210004 | Ladda upp en bild av detta fornminne |
| Nedertorneå 232:1                    | Fiskeläge                        |              | Nedertorneå, Norrbotten |       | 65.798209, 23.657320 | 10018602320001 | Ladda upp en bild av detta fornminne |
| Nedertorneå 256:1                    | Stensättning                     |              | Nedertorneå, Norrbotten |       | 65.929941, 23.724606 | 10018602560001 | Ladda upp en bild av detta fornminne |
| Nedertorneå 256:2                    | Stensättning                     |              | Nedertorneå, Norrbotten |       | 65.929717, 23.724886 | 10018602560002 | Ladda upp en bild av detta fornminne |
| Nedertorneå 257:6                    | Stensättning                     |              | Nedertorneå, Norrbotten |       | 65.930894, 23.723040 | 10018602570006 | Ladda upp en bild av detta fornminne |
| Nedertorneå 287:1                    | Stensättning                     |              | Nedertorneå, Norrbotten |       | 65.899087, 23.784445 | 10018602870001 | Ladda upp en bild av detta fornminne |
| Nedertorneå 303:4                    | Stensättning                     |              | Nedertorneå, Norrbotten |       | 65.934455, 23.938164 | 10018603030004 | Ladda upp en bild av detta fornminne |
| Nedertorneå 343:1                    | Ristning, medeltid/historisk tid |              | Nedertorneå, Norrbotten |       | 65.944763, 24.068563 | 10018603430001 | Ladda upp en bild av detta fornminne |
| Nedertorneå 346:1                    | Ristning, medeltid/historisk tid |              | Nedertorneå, Norrbotten |       | 65.919779, 24.113233 | 10018603460001 | Ladda upp en bild av detta fornminne |
| Nedertorneå 346:2                    | Ristning, medeltid/historisk tid |              | Nedertorneå, Norrbotten |       | 65.919459, 24.113143 | 10018603460002 | Ladda upp en bild av detta fornminne |
| Nedertorneå 355:1                    | Röse                             |              | Nedertorneå, Norrbotten |       | 65.943561, 23.492905 | 10018603550001 | Ladda upp en bild av detta fornminne |
| Nedertorneå 357:1                    | Fiskeläge                        |              | Nedertorneå, Norrbotten |       | 65.611577, 23.919840 | 10018603570001 | Ladda upp en bild av detta fornminne |
| Nedertorneå 374:1                    | Fiskeläge                        |              | Nedertorneå, Norrbotten |       | 65.609756, 23.808991 | 10018603740001 | Ladda upp en bild av detta fornminne |
| Nedertorneå 387:1                    | Fiskeläge                        |              | Nedertorneå, Norrbotten |       | 65.701196, 24.116826 | 10018603870001 | Ladda upp en bild av detta fornminne |
| Nedertorneå 388:1                    | Fiskeläge                        |              | Nedertorneå, Norrbotten |       | 65.662749, 23.976509 | 10018603880001 | Ladda upp en bild av detta fornminne |
| Nedertorneå 392:1                    | Fiskeläge                        |              | Nedertorneå, Norrbotten |       | 65.747533, 24.115657 | 10018603920001 | Ladda upp en bild av detta fornminne |
| Nedertorneå 395:1                    | Fiskeläge                        |              | Nedertorneå, Norrbotten |       | 65.613547, 24.011214 | 10018603950001 | Ladda upp en bild av detta fornminne |
| Nedertorneå 426:1                    | Fiskeläge                        |              | Nedertorneå, Norrbotten |       | 65.609485, 23.813695 | 10018604260001 | Ladda upp en bild av detta fornminne |
| Nedertorneå 428:1                    | Fiskeläge                        |              | Nedertorneå, Norrbotten |       | 65.710306, 24.138284 | 10018604280001 | Ladda upp en bild av detta fornminne |
| Nedertorneå 429:1                    | Fiskeläge                        |              | Nedertorneå, Norrbotten |       | 65.710711, 24.132308 | 10018604290001 | Ladda upp en bild av detta fornminne |
| Nedertorneå 434:1                    | Fiskeläge                        |              | Nedertorneå, Norrbotten |       | 65.709292, 24.150378 | 10018604340001 | Ladda upp en bild av detta fornminne |
| Nedertorneå 439:1                    | Fiskeläge                        |              | Nedertorneå, Norrbotten |       | 65.674143, 24.152272 | 10018604390001 | Ladda upp en bild av detta fornminne |
| Nedertorneå 442:1                    | Fiskeläge                        |              | Nedertorneå, Norrbotten |       | 65.670266, 24.154966 | 10018604420001 | Ladda upp en bild av detta fornminne |
| Nedertorneå 449:1                    | Fiskeläge                        |              | Nedertorneå, Norrbotten |       | 65.637058, 24.077550 | 10018604490001 | Ladda upp en bild av detta fornminne |
| Nedertorneå 450:1                    | Fiskeläge                        |              | Nedertorneå, Norrbotten |       | 65.652374, 24.087065 | 10018604500001 | Ladda upp en bild av detta fornminne |
| Nedertorneå 457:1                    | Fiskeläge                        |              | Nedertorneå, Norrbotten |       | 65.634715, 24.062346 | 10018604570001 | Ladda upp en bild av detta fornminne |
| Nedertorneå 458:1                    | Fiskeläge                        |              | Nedertorneå, Norrbotten |       | 65.613243, 24.068738 | 10018604580001 | Ladda upp en bild av detta fornminne |
| Nedertorneå 509                      | Stensättning                     |              | Nedertorneå, Norrbotten |       | 65.864974, 23.632107 | 12000000058648 | Ladda upp en bild av detta fornminne |